# Jouret Bedran
Jouret Bedran (arabe : جورة بدران) également orthographié Jurat Badran est un petit village maronite du Mont-Liban situé dans le caza[Quoi ?] du Kesrouan du Gouvernorat de Kesrouan-Jbeil au Liban. 

La municipalité se situe à une distance d'environ 42 kilomètres de Beyrouth, la capitale du pays, s'étend sur une surface de 120 hectares et s'élève à une altitude de 1000 mètres du niveau de la mer. Le village partage ses frontières avec les villages de Yahchouch, Ghebaleh, Aazra, Mradiyeh et Hakl El Rayes.

## Familles
La majorité de la population du village porte le nom de famille Ghanem. On y trouve également des habitants issus des familles Zouein et Awad.  

La famille Ghanem descend de Moussa Ghanem Al-Ghassani, lui-même descendant du Royaume des Ghassanides qui était un royaume chrétien sous l'égide de l'Empire Byzantin. Moussa déménage à Yanouh durant le IXe siècle et s'y est installe.  Plus tard, en 1121, certains de ses descendants s'installent à Lehfed.  Enfin, Sarkis Ghanem quitte Lehfed pour Jouret Bedran au cours du XVIIe siècle et s'y installe.

## Lieux de culte
Le principal lieu de culte du village est l'Église Saint-Étienne qui sert de siège à la paroisse Aazra-Jouret Bedran, inaugurée en  1792 à l'initiative conjointe des habitants d'Aazra et de Jouret Bedran.  Il s'agit de la troisième église jamais construite dans la région, la première étant l'église des Saints Serge et Bacchus construite à proximité de Ghebaleh en 1780 et la seconde étant l'église de Notre-Dame également construite à Ghebaleh en 1789. 

Les autres lieux de culte sont :
- L'église Saint Joseph, construite par le Père Youssef Ghanem vers la fin du XIXe siècle
- L'église Saint Georges, construite par le Père Gerges Ghanem II
- L'église Saint Charbel

## Histoire
Historiquement, on pense que les Phéniciens habitaient la région puisque des vestiges ont été découverts à proximité de Ghineh, attesté par les historiens comme le lieu de repos du personnage historique Adonis[Qui ?]. La région fut ensuite occupée par des communautés musulmanes avant sa destruction par les Mamelouks en 1307. La région fut abandonnée pendant les trois siècles suivants jusqu'à l'arrivée de familles chrétiennes quelque temps durant le XVIIe siècle. Jusqu'en 1863, Jouret Bedran faisait partie géographiquement et administrativement de ce qu'on appelait « Ghbaleh et ses fermes ». En 1863, les habitants de Jouret Bedran et d'Aazra, dirigés par Rouhana Zouein, annoncent leur séparation de Ghbaleh et une entité distincte nommée « Jouret Bedran et ses faubourgs » est créée, et ce, jusqu'en 1872. En 1872, les habitants d'Aazra,  dirigés par Youssef Kamel, alors connu sous le nom d'Abou Hosn, annoncent leur séparation de Jouret Bedran et l'installation de leur propre municipalité.

## Géographie
Le village est situé à 44 km  au nord de Beyrouth, à une altitude moyenne de 1 200 m et sur une superficie totale de 120 ha. Les habitants de Jouret Bedran sont maronites. Le principal nom de famille du village est Ghanem.
Il est entouré des villages Ghebaleh et Aazra.